# Ajdov Kruh
Ajdov Kruh là một loại bánh mì được tiêu thụ chủ yếu ở miền trung Slovenia. Thành phần là bột kiều mạch, nước, khoai tây, men bánh, muối.